# La Roche-Canillac
La Roche-Canillac – miejscowość i gmina we Francji, w regionie Nowa Akwitania, w departamencie Corrèze.
Według danych na rok 1990 gminę zamieszkiwało 186 osób, a gęstość zaludnienia wynosiła 62 osoby/km² (wśród 747 gmin Limousin La Roche-Canillac plasuje się na 443. miejscu pod względem liczby ludności, natomiast pod względem powierzchni na miejscu 662.).